# Macle (cristallographie)
Pour les articles homonymes, voir Macle.

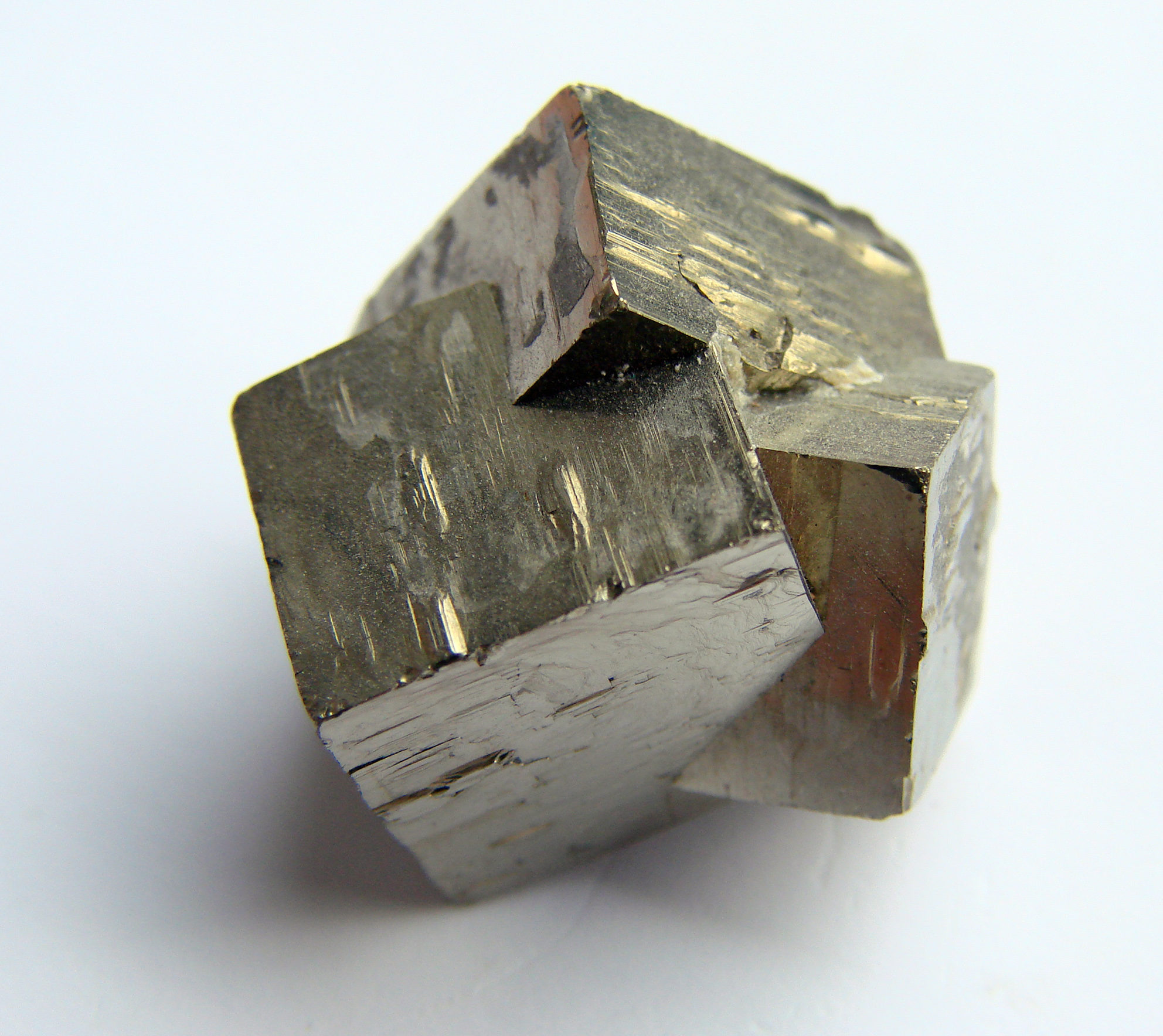
Macle par pénétration de trois cristaux de pyrite.

Une macle est une association orientée de plusieurs cristaux identiques, dits individus, reliés par une opération de groupe ponctuel de symétrie.

## Propriétés des macles

### Indice d'une macle

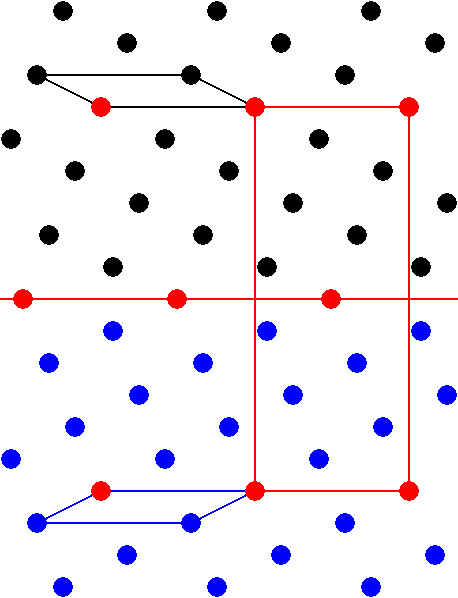
Exemple de réseau de macle bidimensionnel. Les réseaux noir et bleu sont deux individus de la macle. Leurs mailles primitives sont les parallélogrammes noir et bleu. Les nœuds communs aux deux réseaux sont marqués en rouge. L'élément de la macle est représenté par la ligne rouge. La maille du réseau de la macle est le rectangle rouge : c'est une maille centrée, avec deux nœuds sur douze appartenant aux réseau de la macle, ce qui donne un indice de macle de 6.

Les cristaux formant une macle ont en commun un réseau qui s'appelle réseau de la macle. Ce réseau est formé par les nœuds des réseaux des individus maclés qui sont superposés par l'opération de macle. Selon que ce réseau existe en une, deux ou trois dimensions, les macles sont dites monopériodiques, dipériodiques et tripériodiques respectivement. La plupart des macles sont tripériodiques.
Le rapport entre le volume de la maille primitive de la macle et celui de la maille primitive de l'individu constitue l'indice de la macle {\displaystyle n} et correspond à l'inverse de la fraction de nœuds superposés par l'opération de macle. Soit {\displaystyle (hkl)} le plan de macle et {\displaystyle [uvw]} la direction réticulaire (quasi)-perpendiculaire à {\displaystyle (hkl)}. Ou encore, soit {\displaystyle [uvw]} l'axe de macle et {\displaystyle (hkl)} le plan réticulaire (quasi)-perpendiculaire à  {\displaystyle [uvw]}. Pour  une macle binaire (où l'opération de macle est d'ordre 2, c'est-à-dire une rotation de 180° autour d'une direction réticulaire ou une réflexion par rapport à un plan réticulaire), l'indice de macle est calculé d'après la formule suivante :
{\displaystyle n={\frac {|uh+vk+wl|}{f}}={\frac {X}{f}}}
où {\displaystyle f} dépend du type de réseau et de la parité de {\displaystyle X}, {\displaystyle h}, {\displaystyle k}, {\displaystyle l}, {\displaystyle u}, {\displaystyle v} et {\displaystyle w}, comme dans le tableau suivant.
| Type de réseau | Conditions sur {\displaystyle hkl}                                             | Conditions sur {\displaystyle uvw}                                               | Conditions sur {\displaystyle X} | {\displaystyle n}     |
| -------------- | ------------------------------------------------------------------------------ | -------------------------------------------------------------------------------- | -------------------------------- | --------------------- |
| P              | aucune                                                                         | aucune                                                                           | {\displaystyle X} impair         | {\displaystyle n=X}   |
| P              | aucune                                                                         | aucune                                                                           | {\displaystyle X} pair           | {\displaystyle n=X/2} |
| C              | {\displaystyle h+k} impair                                                     | aucune                                                                           | aucune                           | {\displaystyle n=X}   |
| C              | {\displaystyle h+k} pair                                                       | {\displaystyle u+v} et {\displaystyle w} de parités différentes                  | {\displaystyle X} impair         | {\displaystyle n=X}   |
| C              | {\displaystyle h+k} pair                                                       | {\displaystyle u+v} et {\displaystyle w} de parités différentes                  | {\displaystyle X} pair           | {\displaystyle n=X/2} |
| C              | {\displaystyle h+k} pair                                                       | {\displaystyle u+v} et {\displaystyle w} pairs                                   | {\displaystyle X/2} impair       | {\displaystyle n=X/2} |
| C              | {\displaystyle h+k} pair                                                       | {\displaystyle u+v} et {\displaystyle w} pairs                                   | {\displaystyle X/2} pair         | {\displaystyle n=X/4} |
| B              | {\displaystyle h+l} impair                                                     | aucune                                                                           | aucune                           | {\displaystyle n=X}   |
| B              | {\displaystyle h+l} pair                                                       | {\displaystyle u+w} et {\displaystyle v} de parités différentes                  | {\displaystyle X} impair         | {\displaystyle n=X}   |
| B              | {\displaystyle h+l} pair                                                       | {\displaystyle u+w} et {\displaystyle v} de parités différentes                  | {\displaystyle X} pair           | {\displaystyle n=X/2} |
| B              | {\displaystyle h+l} pair                                                       | {\displaystyle u+w} et {\displaystyle v} pairs                                   | {\displaystyle X/2} impair       | {\displaystyle n=X/2} |
| B              | {\displaystyle h+l} pair                                                       | {\displaystyle u+w} et {\displaystyle v} pairs                                   | {\displaystyle X/2} pair         | {\displaystyle n=X/4} |
| A              | {\displaystyle k+l} impair                                                     | aucune                                                                           | aucune                           | {\displaystyle n=X}   |
| A              | {\displaystyle k+l} pair                                                       | {\displaystyle v+w} et {\displaystyle u} de parités différentes                  | {\displaystyle X} impair         | {\displaystyle n=X}   |
| A              | {\displaystyle k+l} pair                                                       | {\displaystyle v+w} et {\displaystyle u} de parités différentes                  | {\displaystyle X} pair           | {\displaystyle n=X/2} |
| A              | {\displaystyle k+l} pair                                                       | {\displaystyle v+w} et {\displaystyle u} pairs                                   | {\displaystyle X/2} impair       | {\displaystyle n=X/2} |
| A              | {\displaystyle k+l} pair                                                       | {\displaystyle v+w} et {\displaystyle u} pairs                                   | {\displaystyle X/2} pair         | {\displaystyle n=X/4} |
| I              | {\displaystyle h+k+l} impair                                                   | aucune                                                                           | aucune                           | {\displaystyle n=X}   |
| I              | {\displaystyle h+k+l} pair                                                     | {\displaystyle u}, {\displaystyle v} et {\displaystyle w} de parités différentes | {\displaystyle X} impair         | {\displaystyle n=X}   |
| I              | {\displaystyle h+k+l} pair                                                     | {\displaystyle u}, {\displaystyle v} et {\displaystyle w} de parités différentes | {\displaystyle X} pair           | {\displaystyle n=X/2} |
| I              | {\displaystyle h+k+l} pair                                                     | {\displaystyle u}, {\displaystyle v} et {\displaystyle w} impairs                | {\displaystyle X/2} impair       | {\displaystyle n=X/2} |
| I              | {\displaystyle h+k+l} pair                                                     | {\displaystyle u}, {\displaystyle v} et {\displaystyle w} impairs                | {\displaystyle X/2} pair         | {\displaystyle n=X/4} |
| F              | aucune                                                                         | {\displaystyle u+v+w} impair                                                     | aucune                           | {\displaystyle n=X}   |
| F              | {\displaystyle h}, {\displaystyle k}, {\displaystyle l} de parités différentes | {\displaystyle u+v+w} pair                                                       | {\displaystyle X} impair         | {\displaystyle n=X}   |
| F              | {\displaystyle h}, {\displaystyle k}, {\displaystyle l} de parités différentes | {\displaystyle u+v+w} pair                                                       | {\displaystyle X} pair           | {\displaystyle n=X/2} |
| F              | {\displaystyle h}, {\displaystyle k}, {\displaystyle l} impairs                | {\displaystyle u+v+w} pair                                                       | {\displaystyle X/2} impair       | {\displaystyle n=X/2} |
| F              | {\displaystyle h}, {\displaystyle k}, {\displaystyle l} impairs                | {\displaystyle u+v+w} pair                                                       | {\displaystyle X/2} pair         | {\displaystyle n=X/4} |

### Obliquité d'une macle
Dans les macles par réflexion, le plan de macle est perpendiculaire à une rangée du réseau de la macle. Dans les macles par rotation, l'axe de macle est perpendiculaire à un plan du réseau de la macle. Toutefois, cette perpendicularité peut être seulement approximative, la déviation de la perpendicularité exacte étant mesurée par un angle ω dit obliquité. Le concept d'obliquité fut introduit par Georges Friedel en 1920 comme mesure de la superposition des réseaux des individus formant une macle.
Soit {\displaystyle [u'v'w']} la direction exactement perpendiculaire au plan de macle {\displaystyle (hkl)}, et soit {\displaystyle (h'k'l')} le plan exactement perpendiculaire à l'axe de macle {\displaystyle [uvw]}. {\displaystyle [u'v'w']} est parallèle au vecteur du réseau réciproque {\displaystyle [hkl]^{*}} et {\displaystyle (h'k'l')} est parallèle au plan du réseau reciproque {\displaystyle [uvw]^{*}}. L'angle entre {\displaystyle [uvw]} et {\displaystyle [u'v'w']}, qui est le même que celui entre {\displaystyle (hkl)} et {\displaystyle (h'k'l')}, est l'obliquité ω.
Le vecteur de l'espace direct {\displaystyle [uvw]} a pour norme {\displaystyle L(uvw)} ; le vecteur du réseau réciproque {\displaystyle [hkl]^{*}} a pour norme {\displaystyle L^{*}(hkl)}. L'obliquité ω est l'angle entre les deux vecteurs {\displaystyle [uvw]} et {\displaystyle [hkl]^{*}}. Le produit scalaire de ces deux vecteurs est :
{\displaystyle L(uvw)\cdot L^{*}(hkl)\cdot \cos {\omega }=<uvw|hkl>=uh+vk+wl}
où <| signifie matrice ligne 1x3 et |> signifie matrice colonne 3x1. Par conséquent :
{\displaystyle \cos {\omega }={\frac {uh+vk+wl}{L(uvw)\cdot L^{*}(hkl)}}}
où
{\displaystyle L(uvw)={\sqrt {<uvw|G|uvw>}}}
et
{\displaystyle L^{*}(hkl)={\sqrt {<hkl|G^{*}|hkl>}}}
G et G* étant les tenseurs métriques dans l'espace direct et réciproque respectivement.

## Classification des macles
Les macles sont classées selon plusieurs critères.

### Classification cristallographique
L'opération qui transforme l'orientation d'un individu d'une macle en celle d'un autre individu est dite opération de macle. Celle-ci est effectuée autour d'un élément géométrique du réseau de la macle, qui est dit élément de macle : les individus de la macle sont alors symétriques par rapport à l'élément de macle. Les macles sont ainsi classées en trois catégories :
- macle par réflexion, lorsque l'élément de macle est un plan réticulaire (plan de macle) ;
- macle par rotation, lorsque l'élément de macle est une rangée (axe de macle) ;
- macle par inversion, lorsque l'élément de macle est un point.

La surface d'accolement des individus peut être un plan ou une surface quelconque.

### Classification d'après les propriétés des macles
Sur la base des valeurs de l'indice de macle et de l'obliquité, les macles sont classées en quatre catégories principales.
|       | {\displaystyle n=1}        | {\displaystyle n>1}                    |
| ω = 0 | macle par mériédrie        | macle par mériédrie réticulaire        |
| ω > 0 | macle par pseudo-mériédrie | macle par pseudo-mériédrie réticulaire |

### Classification d'après l'origine
Selon leur origine, les macles sont classées en trois catégories :
- macles de croissance, qui se forment pendant la croissance cristalline, soit dans les premières étapes, soit par accolement tardif de cristaux ayant déjà atteinte une taille considérable ;
- macles de transformation, qui se forment à la suite d'une transition de phase dans laquelle la symétrie du cristal baisse et dans sa structure des domaines à différente orientation vont se former ;
- macles mécaniques, qui se forment à la suite d'une action mécanique, notamment une pression orientée le long d'une direction.

### Classification morphologique
Les individus d'une macle peuvent être séparés par une surface plane ou irrégulière ou avoir un volume en commun. Les deux cas correspondent aux macles par contact et aux macles par pénétration, respectivement.
Selon la morphologie de l'édifice cristallin, les macles sont classées en :
- macles simples, lorsqu'à chaque orientation correspond un seul individu ;
- macles répétées, lorsqu'à chaque orientation correspondent plusieurs individus ; les macles répétées sont à leur tour classées en :
  - macles polysynthétiques, lorsque les individus sont côte à côte et donnent à la macle un aspect strié (par exemple la macle de l'albite dans les plagioclases) ;
  - macles cycliques, lorsque les individus forment un édifice à peu près circulaire (par exemple la macle du chrysobéryl).

## Exemples de macles
Parmi les macles les plus connues, on peut citer :
- les macles de Carlsbad (Karlsbad), Baveno et Manebach dans les feldspaths ;
- les macles de l'albite et du péricline dans les feldspaths ;
- les macles du Dauphiné, du Brésil et de la Gardette (dite aussi macle du Japon) dans le quartz ;
- les macles à croix dans la staurotide ;
- la macle à fer de lance dans le gypse ;
- la macle à croix de fer dans la pyrite ;
- les macles de la bournonite, très fréquentes sur {010}, pouvant se répéter et former des roues ou engrenages typiques.

## Galerie

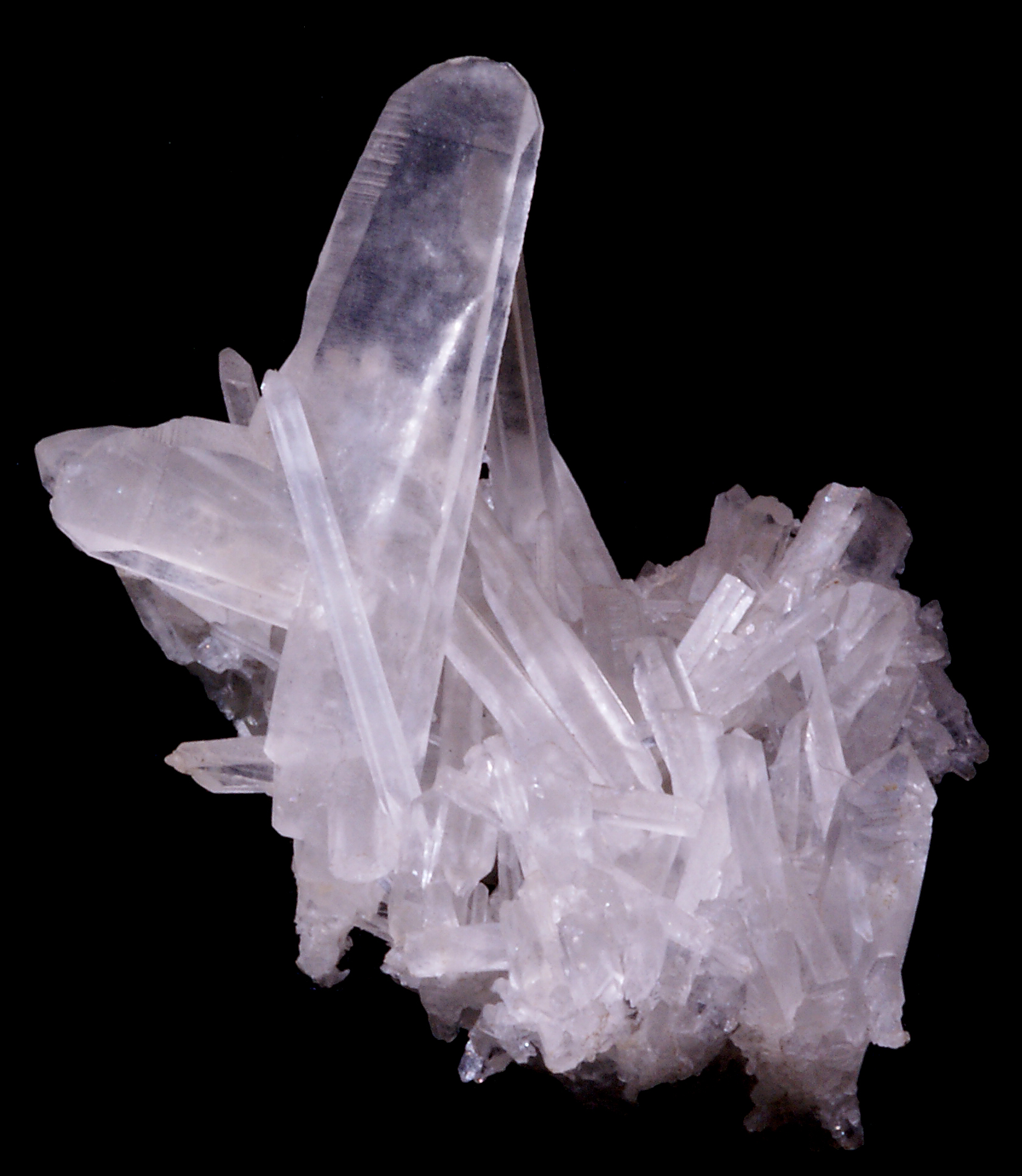
Quartz - Macle de la Gardette - Vizille, Isère, France (5,2 × 5 cm)
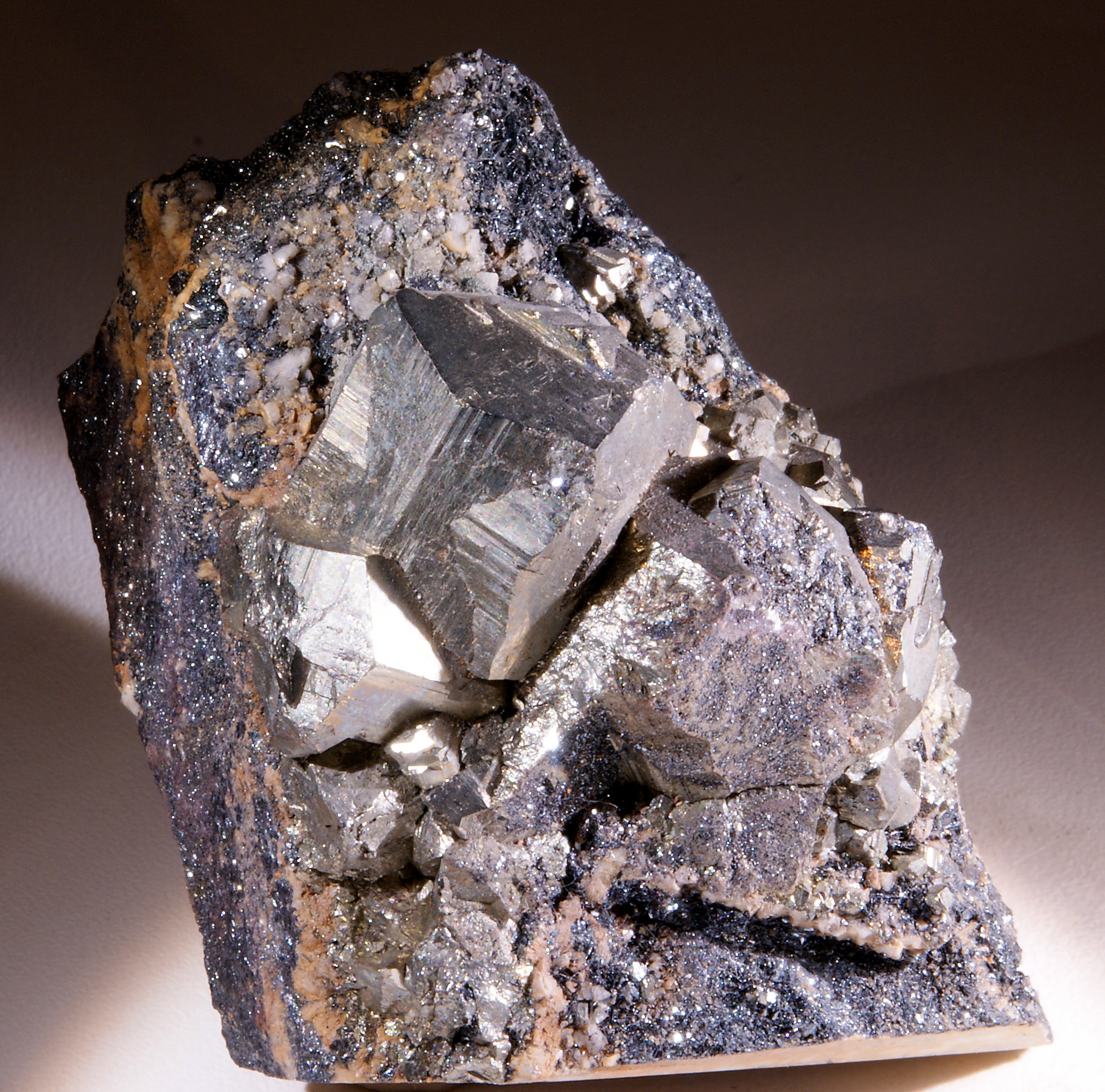
Pyrite - Macle en « Croix de fer » - Mine de Batère, Pyrénées Orientales - France (7 × 5 cm)
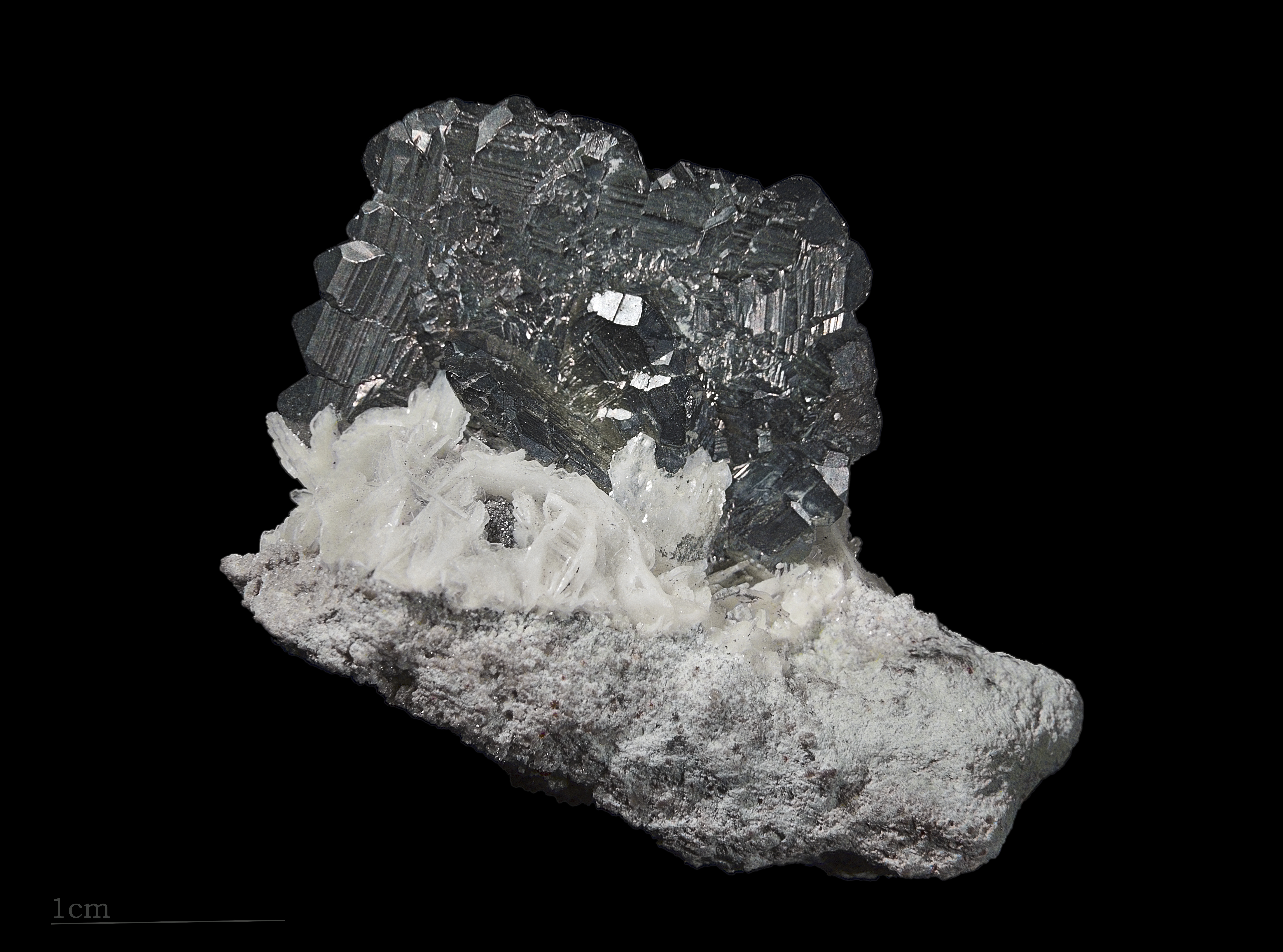
Bournonite - Macle « en roue » - Les Malines, Saint-Laurent-le-Minier, Gard, France (XX 6 × 5 cm)
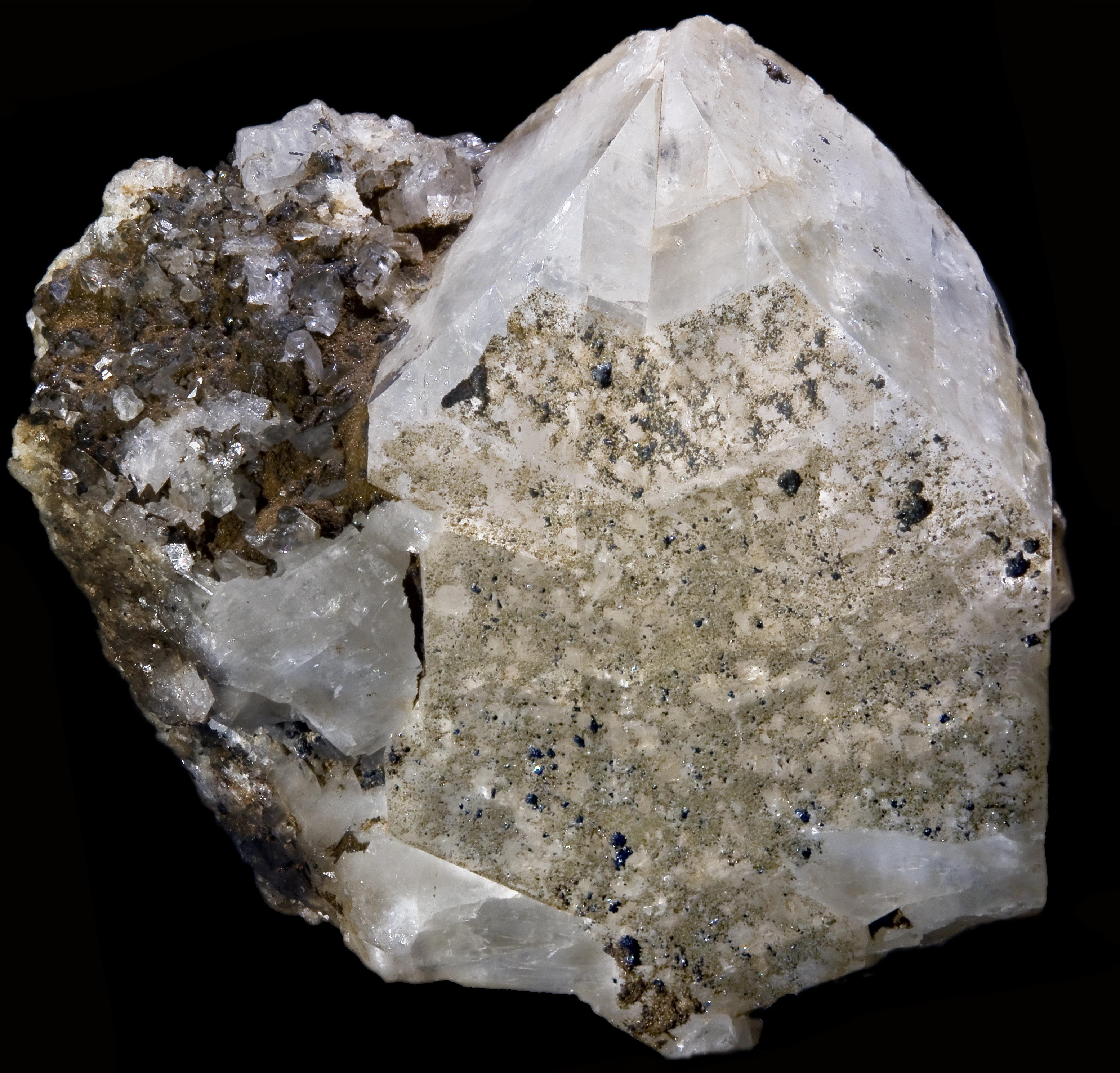
Adulaire (orthoclase) - Macle de Manebach - Adula Monts, Tessin, Suisse (7 × 6,5 cm)
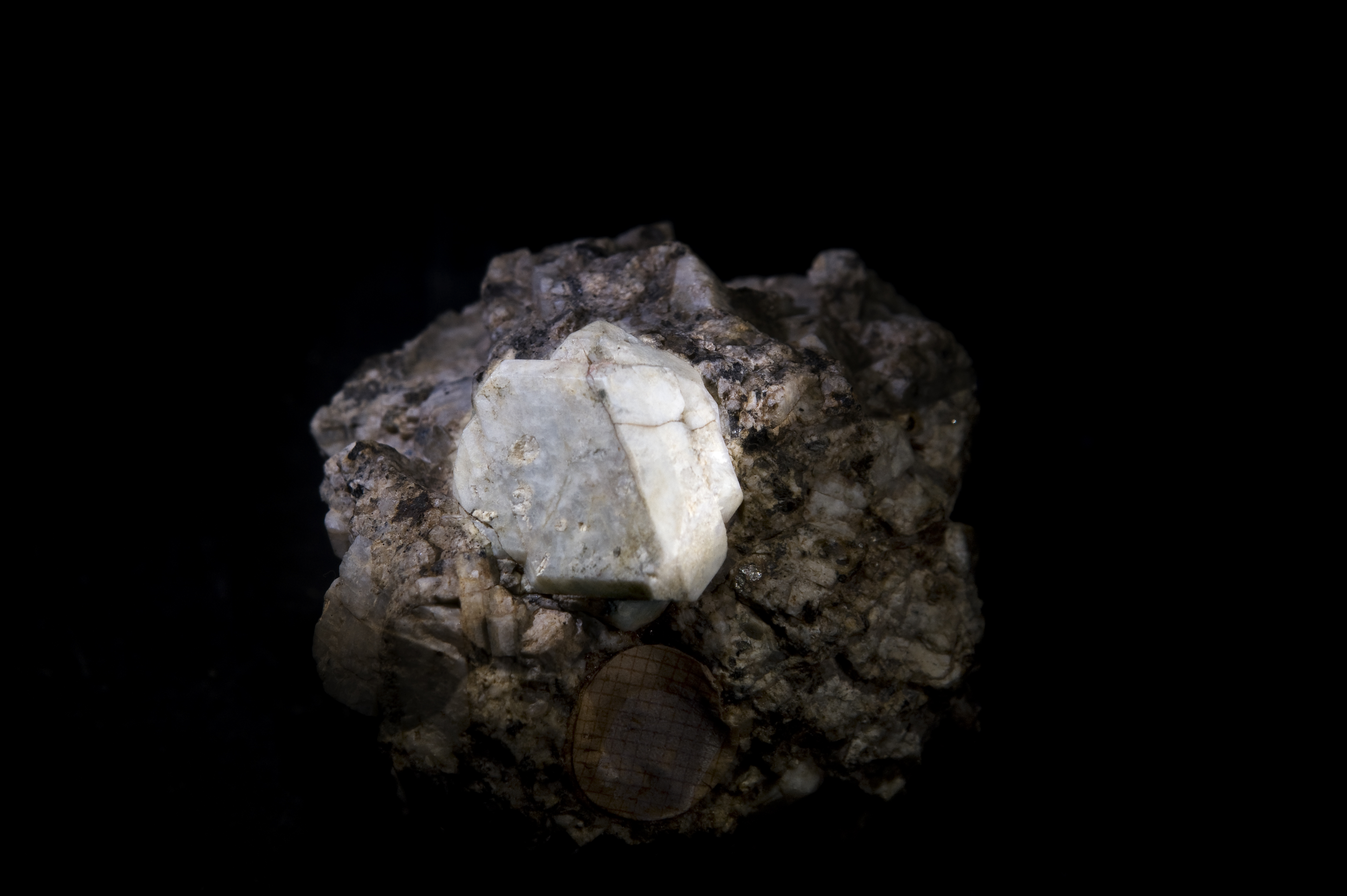
Orthoclase Macle de Calrsbad - Carlsbad (Karlovy Vary), Tchéquie
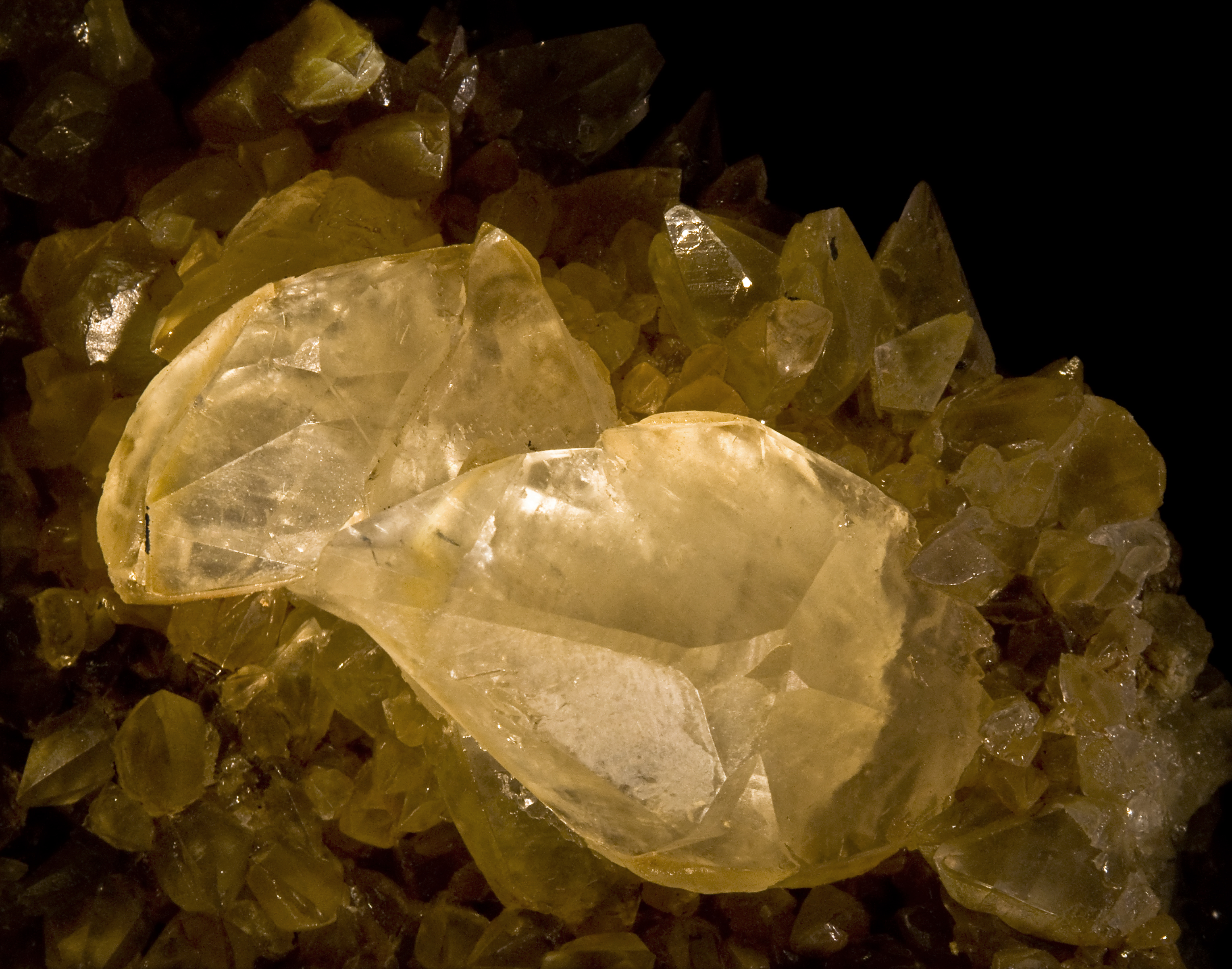
Calcite maclé sur {001} - Moux (Aude) (XX 5,1 x 3,2 cm)